# Kalamalka Lake Provincial Park
Der Kalamalka Lake Provincial Park (auch Kalamalka Lake Park) ist ein Provincial Park südlich von Coldstream bzw. südlich von Vernon in der kanadischen Provinz British Columbia.
Zu Beginn des Sommers bildet das im See gelöste Calciumcarbonat Kristalle, die das Sonnenlicht reflektieren und lebhafte blaue und grüne Farben erzeugen. Die Temperaturwechsel im Herbst und im Frühjahr erzeugen manchmal Bänder von tiefblauer Farbe im See, die vom Park aus zu sehen sind.

## Anlage
Er liegt im Okanagan Valley und zielt auf den Schutz unberührter Natur auf einer Fläche von 978 ha. Der Name des Parks wurde vom Kalamalka Lake übernommen, an dessen Ostufer er sich befindet. Während der nördliche Parkbereich im Regional District of North Okanagan liegt, liegt der südliche Bereich im Regional District of Central Okanagan. Im südlichen Bereich umschließt der Park dabei teilweise ein anderes Schutzgebiet besonderer Art, das Cougar Canyon Ecological Reserve.
Bei dem Park handelt es sich um ein Schutzgebiet der IUCN-Kategorie II (Nationalpark).

## Geschichte
Der Park wurde am 11. September 1975 als einer der Provincial Parks in British Columbia, zeitgleich mit dem Herald Provincial Park, gegründet. Im Laufe der Zeit wurden dabei sowohl seine Größe wie auch sein Schutzstatus geändert. Hatte er anfangs noch eine Größe von rund 890 ha sind es seit Sommer 2000 rund 978 ha.
Wie jedoch bei fast allen Provinzparks in British Columbia gilt auch für diesen, dass die Gegend, lange bevor sie von europäischen Einwanderern besiedelt oder sie Teil eines Parks wurde, Siedlungs- und/oder Jagd-/Fischereigebiet verschiedener Stämme der First Nations, hier hauptsächlich der Okanagan, war. Von ihrer Nutzung der Gegend zeugen unter anderem die Überreste von Grubenhäusern. An den Wanderwegen im Park liegen zwei archäologische Fundstellen.

## Flora und Fauna
Mit dem Biogeoclimatic Ecological Classification (BEC) Zoning System wird das Ökosystem von British Columbia in verschiedene biogeoklimatische Zonen eingeteilt. Biogeoklimatische Zonen zeichnen sich durch ein grundsätzlich identisches oder sehr ähnliches Klima sowie gleiche oder sehr ähnliche biologische und geologische Voraussetzungen aus. Daraus resultiert in den jeweiligen Zonen dann grundsätzlich auch ein sehr ähnlicher Bestand an Pflanzen und Tieren. Innerhalb dieser Systematik wird der Park mehreren der biogeoklimatischen Zonen zugeordnet, zum einen der Interior Douglas-fir Zone, zum anderen der Interior Cedar Hemlock Zone sowie der Montane Spruce Zone.
Zur Tierwelt im Park zählen Kojoten, Hirsche, Schwarzbären, Columbia-Ziesel, Murmeltiere, Minke, Rotluchse und Rotfüchse. Neben den verschiedenen genannten anderen Tierarten kommt im Park auch die Pazifik-Klapperschlange vor, welche in Kanada als gefährdete Art gilt.
Der Park ist ein geschütztes Überbleibsel des natürlichen Graslands, das sich einst von Vernon bis Osoyoos erstreckte. Es gibt mehrere Wälder und Ski-Trails, die querfeldein führen und das ganze Jahr über zugänglich sind.

## Aktivitäten
Der Park verfügt, abgesehen von einem Picknick- und Strandbereich, über keine ausgeprägte touristische Infrastruktur und im Park sind keine offiziellen Zeltplätze ausgewiesen. Die Hauptaktivität im Park ist das Wandern und Klettern. Es sind zahlreiche Wanderwege ausgewiesen.

## Benachbarte Parks
Der nächstgelegene Provincial Park ist, am gegenüberliegenden Westufer des Sees, der Kekuli Bay Provincial Park.